# Mystetskyjarsenalen

Logotyp

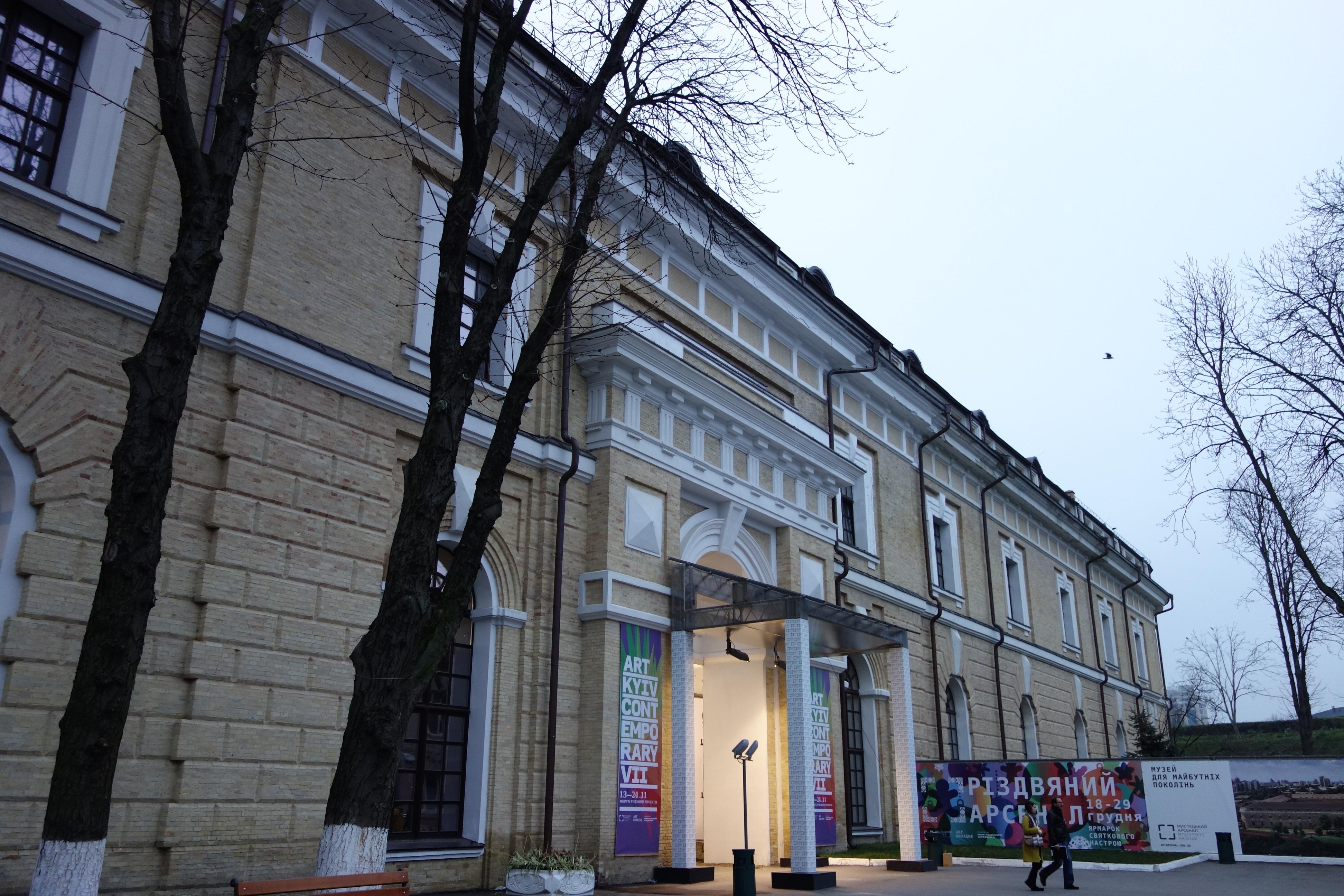
Entrén till Mystetskyjarsenalen

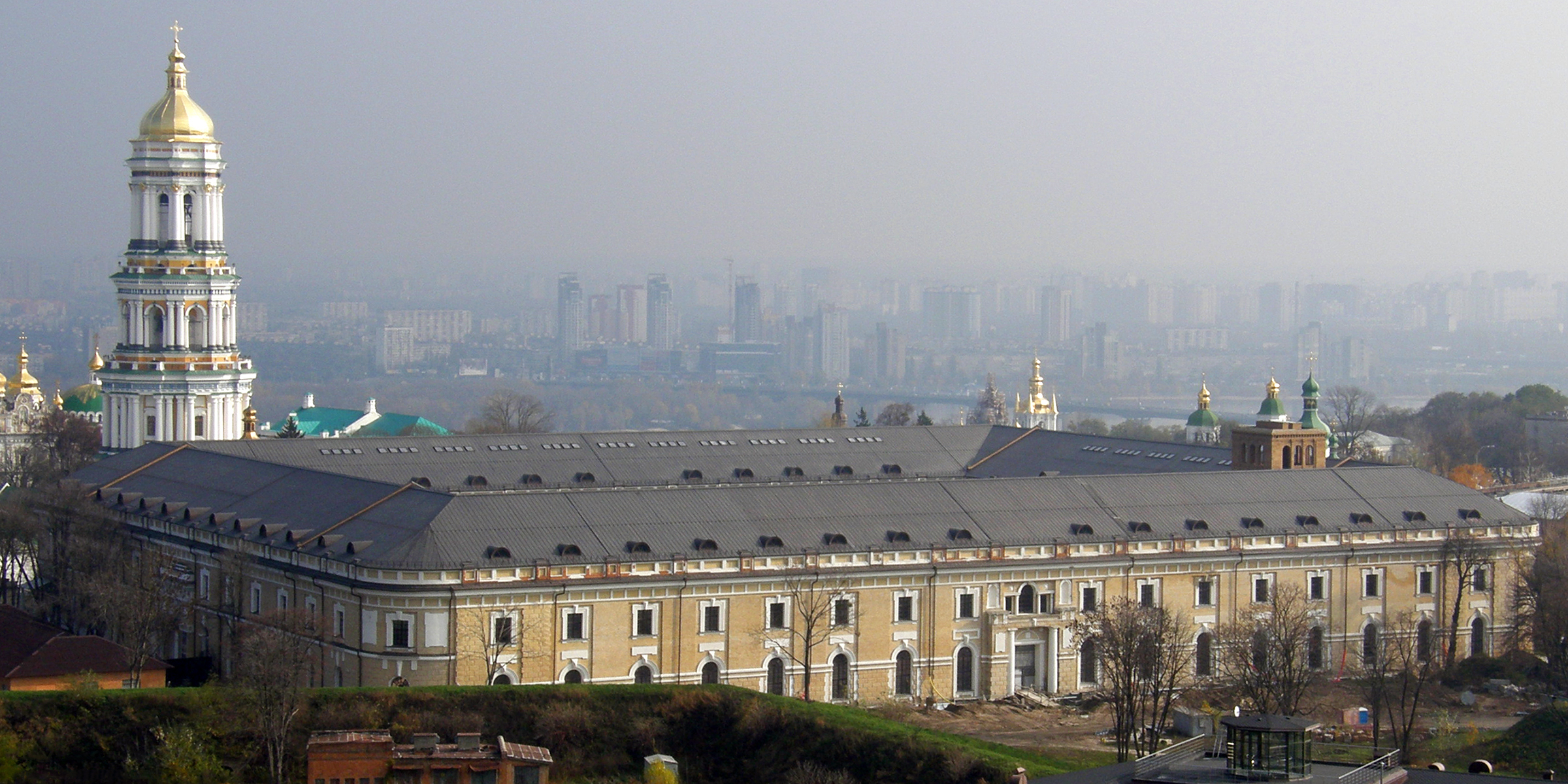
Mystetskyjarsenalen

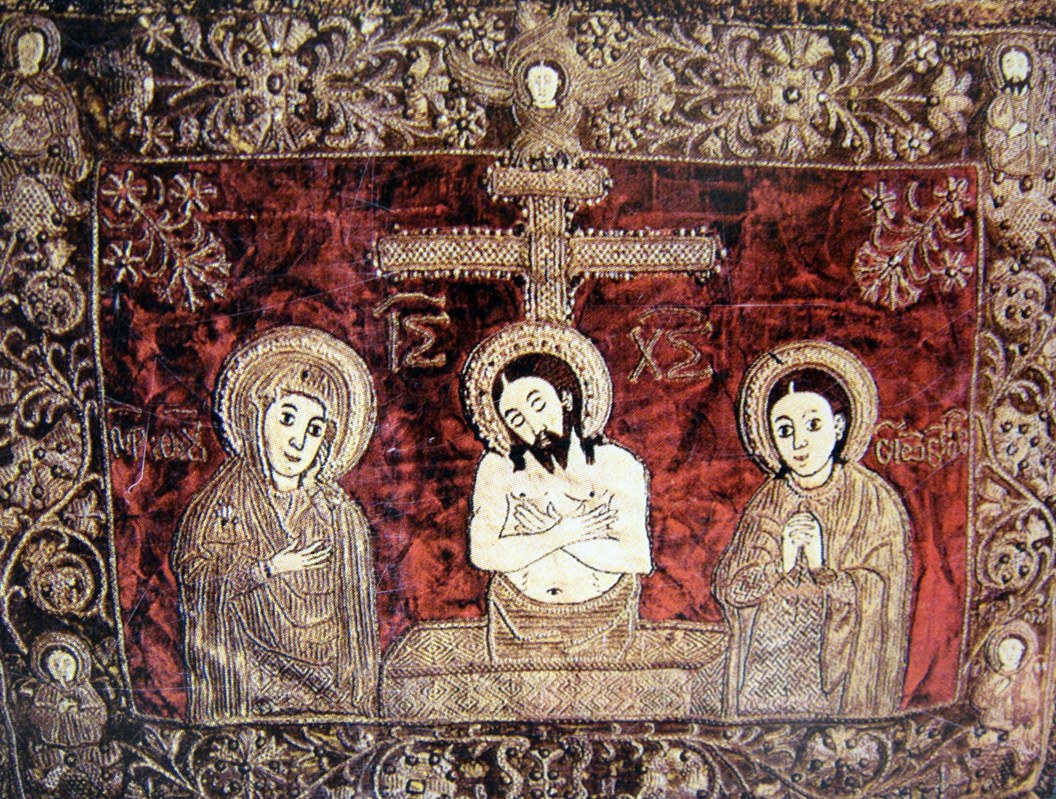
Kristus i graven, broderi från 1696 från Uppståndelsekryptans nunnekloster, som tidigare låg på den plats där Mystetskyjarsenalen nu ligger

Mystetskyjarsenalen (ukrainska: Мистецький арсенал) är en konsthall i stadsdelen Petjersk i Kiev i Ukraina.

## Byggnaden
På 1600-talet låg på platsen Uppståndelsekryptans nunnekloster (Voznesenskyklostret), där Maria Magdalena Mazepyna, mor till kosackgeneralen Ivan Mazepa, var abbedissa 1683–1707. Klostret var under denna tid ett konstnärligt centrum för kyrkliga broderier. Åren 1701-05 ersattes den tidigare träkyrkan av Pokrovyj Bhohorodytsijkyrkan i sten.
Efter beslut av tsar Peter I 1706 byggdes Petjerskfästningen på platsen för att stå emot svenska attacker av kosacker under Ivan Mazepa, medan nunnorna 1712 flyttade till Florivskyjklostret i Kiev. Kyrkan fanns kvar till 1798. Anläggningen användes som arsenal från 1768. Delar av försvarsvallarna till fästningen står kvar än idag.
Tsarinnan Elisabeth fattade beslut om uppförande av en ny arsenalsbyggnad 1750. Den ritades av Ivan Meller-Zakomelsky (1725-90) och uppfördes 1784-1803 och var därefter lagringsbyggnad för militära vapen och verkstäder. Denna tvåvåningsbyggnad har en yta på 53.000 m². Även under 1900-talet har den använts för militära ändamål.

## Ombyggnad
År 2006 beslöt Ukrainas regering att arsenalen skulle om- och utbyggas till ett nationellt konst- och kulturcentrum.,
En internationell arkitekttävling utlystes, i vilken ingick också nya byggnader för ett centrum för ukrainsk musik och ett nationellt centrum för film- och videokonst. Första pris gick till Arata Isozaki & Associates i Tokyo i Japan, andra pris till AIX Arkitekter AB i Stockholm och tredje pris till David Chipperfield  Architects i London.

## Verksamhet
Sedan i augusti 2009 har delar av byggnaden använts för konstutställningar.
Sommaren 2012 hölls Arsenale 2012, en första internationell konstbiennal för samtida konst i Kiev på 24.000 m² yta i Mystetskyjarsenalen, med David Elliott som kurator. Den andra biennalen planerades till september-november 2014, med österrikarna Georg Schöllhammer och Hedwig Saxenhuber som kuratorer.
Chef är sedan 2010 Natalia Zabolotna.